# セグージョ・イタリアーノ・ア・ペロ・フォルテ
セグージョ・イタリアーノ・ア・ペロ・フォルテ（英：Segugio Itailano a Pelo Fort）、イタリア原産のセントハウンド犬種のひとつである。別名ラフヘアード・イタリアン・ハウンド（英：Rough-haired Itailan Hound）。セグージョ・イタリアーノの剛毛のほうの犬種で、愛好家からは単にフォルテとも呼ばれている。

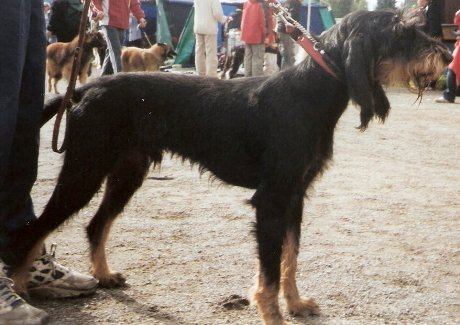
セグージョ・イタリアーノ・ア・ペロ・フォルテ

## 歴史
古代ケルト系のセントハウンドとフェニキア人がもたらしたサイトハウンド種の犬（チズムかどうかは不明）、グリフォン系犬種の先祖となる犬を掛け合わせて作出された。本種と短毛種のどちらが先に誕生したかはよくわかっていない。しかし、両種ともに少なくとも紀元1世紀にはすでに犬種として存在していた。
主にイノシシやシカといった大型哺乳類を狩るのに用いられていた。パックで獲物の臭いを追跡し、発見すると勇敢に立ち向かい、自ら仕留めた。
かつては人気のあった犬種だが、ルネサンス時代以降は人気が低迷し、絶滅寸前になってしまった。しかし、20世紀に入ってからは本種の良さが見直され、犬種クラブの結成と保護が行われるようになった。尚、本種と短毛種は別の犬種として国際的に認知されていて、犬種クラブだけでなくFCIの公認登録も個別に行われている。
しかし、現在でもメジャーな犬種ではなく、珍犬種の域を脱せてはいない。
尚、「セグージョ・イタリアーノ」といえば、専門的な話以外では多くの場合短毛種の方のことをさす。このこともあってあってますます本種の影が薄くなることが危惧されており、愛好家は警鐘を鳴らしている。本種はイタリア国内でも非常に頭数が少ない犬種である。

## 特徴
短毛種に比べると、フォルテはやや角ばった筋肉質の体つきをしている。マズルもそれより短めである。しかし、最も目に付く違いといえばその硬いラフコートで、眉毛と口髭もふさふさしている。毛色はブラック・アンド・タンなど。コートが硬く長めのため、雨風や茨、獲物の牙などから身を守ることができる。足は長く走るのが速く、力強い。耳は長い垂れ耳、尾は飾り毛の少ない垂れ尾。体高52〜58cm、体重18〜28kgの大型犬で、性格は主人に忠実で温和、従順だが、頑固で独立心が強い猟犬気質も持ち合わせている。主人家族に対しては友好的に接するが、生粋の猟犬種であるため狩猟本能が高く、スタミナが多く運動量も非常に多い。かかりやすい病気は大型犬にありがちな股関節形成不全、地肌が蒸れて起こりやすい皮膚炎などがある。